# Dánsko na zimních olympijských hrách
Dánsko na zimních olympijských hrách startuje od roku 1948. Toto je přehled účastí, medailového zisku a vlajkonošů na dané sportovní události.

## Přehled účastí
| Dějiště ZOH            | ZOH      | Vlajkonoš                      | Zlatá medaile | Stříbrná medaile | Bronzová medaile | Celkem |
| ---------------------- | -------- | ------------------------------ | ------------- | ---------------- | ---------------- | ------ |
| 1948 Svatý Mořic       | ZOH 1948 | Knud Tønsberg                  |               |                  |                  | 0      |
| 1952 Oslo              | ZOH 1952 | Per Cock-Clausen               |               |                  |                  | 0      |
| 1956 Cortina d'Ampezzo | ZOH 1956 |                                |               |                  |                  | Ne     |
| 1960 Squaw Valley      | ZOH 1960 | nebyl                          |               |                  |                  | 0      |
| 1964 Innsbruck         | ZOH 1964 | Svend Carlsen                  |               |                  |                  | 0      |
| 1968 Grenoble          | ZOH 1968 | Kirsten Carlsen                |               |                  |                  | 0      |
| 1972 Sapporo           | ZOH 1972 |                                |               |                  |                  | Ne     |
| 1976 Innsbruck         | ZOH 1976 |                                |               |                  |                  | Ne     |
| 1980 Lake Placid       | ZOH 1980 |                                |               |                  |                  | Ne     |
| 1984 Sarajevo          | ZOH 1984 |                                |               |                  |                  | Ne     |
| 1988 Calgary           | ZOH 1988 | Lars Dresler                   |               |                  |                  | 0      |
| 1992 Albertville       | ZOH 1992 | Ebbe Hartz                     |               |                  |                  | 0      |
| 1994 Lillehammer       | ZOH 1994 | Michael Tyllesen               |               |                  |                  | 0      |
| 1998 Nagano            | ZOH 1998 | Helena Blach Lavrsen           |               | 1                |                  | 1      |
| 2002 Salt Lake City    | ZOH 2002 | Ulrik Schmidt                  |               |                  |                  | 0      |
| 2006 Turín             | ZOH 2006 | Dorthe Holm                    |               |                  |                  | 0      |
| 2010 Vancouver         | ZOH 2010 | Sophie Fjellvang-Sølling       |               |                  |                  | 0      |
| 2014 Soči              | ZOH 2014 | Lene Nielsen                   |               |                  |                  | 0      |
| 2018 Pchjongčchang     | ZOH 2018 | Elena Møllerová-Rigasová       |               |                  |                  | 0      |
| 2022 Peking            | ZOH 2022 | Madeleine Dupont Frans Nielsen |               |                  |                  | 0      |
| 2026 Milán             | ZOH 2026 |                                |               |                  |                  |        |
| Celkem                 | 15       |                                | 0             | 1                | 0                | 1      |
| Zdroj na Olympedia.org |          |                                |               |                  |                  |        |